# Бетани (Мисури)
Бетани (енгл. Bethany) град је у америчкој савезној држави Мисури.

## Демографија
По попису из 2010. године број становника је 3.292, што је 205 (6,6%) становника више него 2000. године.
| Група             | 2000.         | 2010.         |
| Белци             | 3.040 (98,5%) | 3.124 (94,9%) |
| Афроамериканци    | 3 (0,1%)      | 18 (0,5%)     |
| Азијати           | 6 (0,2%)      | 9 (0,3%)      |
| Хиспаноамериканци | 19 (0,6%)     | 99 (3,0%)     |
| Укупно            | 3.087         | 3.292         |